# 朱章賡
朱章賡（1900年12月5日—1978年5月17日），字季青，男，浙江义乌人，中国公共衛生學家，曾任國民政府衛生部次長，代部長、中華醫學會會長。

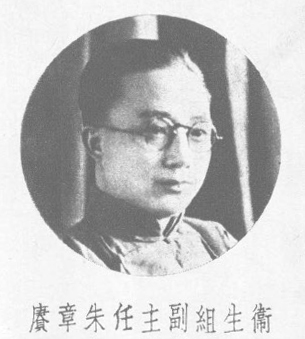

## 生平
早年毕业于上海南洋中學。1929年，畢業於北京協和醫學院。1932年9月，到美國耶魯大學進修，獲公共衛生博士學位。
1934年，回國，任南京中央衛生設施實驗處衛生教育系主任、衛生署中央衛生實驗院院長等職。
1947年4月，任聯合國世界衛生組織過渡委員會衛生組副主任。
1949年1月13日，任國民政府衛生部政務次長、代部長（3月21日免），9月辭職。
1950年5月，應聘到瑞士任聯合國世界衛生組織衛生行政組主任。
1963年10月，返國，任北京醫學院副院長。
1964年，加入中國共產黨。
1975年，任中華醫學會副會長。

## 社会兼职
第四、五屆全國政協委員。

## 家族
高祖之高祖之高祖之高祖朱肇（紹九，字本初，號梅隴，又號歸農，建文元年己卯科舉人，永樂元年授戶科給事中）、高祖之高祖之高祖之曾祖朱大猷（達十六，以次子朱成官贈福建永福縣知縣）、高祖之高祖之高祖之祖朱𧓌（祿二十），高祖之高祖之高祖之祖朱（禎廿九），高祖之高祖之高祖之父朱簠（祥七八），高祖之高祖之高祖朱時雍（祐三十三，由歲貢授福建延平府教授，以子貴誥封禮部主事），高祖之高祖之曾祖朱懋艿（禧四十二，儒士冠帶），高祖之高祖之伯曾祖朱懋芳（禧廿三，萬曆戊戌進士），高祖之高祖之祖父朱宅豐（裕三十一，邑庠生），高祖之高祖之父朱之恆（聰三十二，順天府貢生，康熙十三年康親王題授通判隨征），高祖之高祖之族叔朱之錫（聰四十一，順治三年丙戌科進士），高祖之高祖朱玟（明八十九），高祖之曾祖朱（睿九十，府飲賓），高祖之祖朱成璽（智九十七，府飲賓），高祖之父朱賢揚（廣百四十七，誥授修職郎候選儒學教授），高祖朱名達（厚百十七，太學生介賓）、曾祖朱大田（誠五十四，例授登仕郎）、祖朱德仕（徵百七，誥封奉政大夫），父朱元善（中五十九，辛卯科優貢朝考一等）、兄朱應清、朱應瀠、朱應湛、朱應湖